# Ruperta Bautista
Ruperta Bautista Vázquez (San Cristóbal de las Casas, Chiapas; 27 de marzo de 1975) es una escritora y traductora tsotsil, ganadora en 2001 del Premio de Poesía Indígena Pat O’tan, en 2012 de la Medalla Benito Juárez y en 2024 del Premio de Literaturas Indígenas de América, PLIA. 

## Trayectoria
Ruperta Bautista es licenciada en Antropología Social por la Universidad Autónoma de Chiapas (UNACH). Ha hecho diplomados en Creación Literaria por la Escuela de Escritores de la Sociedad General de Escritores de México (SOGEM) en Chiapas y en Derechos y Cultura Indígenas por el Centro de Investigaciones y Estudios Superiores en Antropología Social CIESAS-Sureste. Es miembro del grupo de teatro maya Performance en San Cristóbal de las Casas.
En octubre de 2017 realizó una estancia literaria en el Colegio de San Benedicto de la Universidad San José de Minnesota, Estados Unidos. Ha participado en diversos encuentros y festivales de poesía nacionales e internacionales como:
- El Encuentro Nacional de Literatura en Lenguas Indígenas, Ciudad de México, 2007
- El Encuentro Internacional de Literatura en Lenguas Indígenas, realizado en El Colegio Nacional, 2008
- El Primer Encuentro Internacional de Creadores Indígenas del Mundo Maya, Mérida, 2014
- El Festival de Poesía Las Lenguas de América Carlos Montemayor, Ciudad de México, 2014 y la
- XI Jornada Internacional de Poesía Latinoamericana, Puebla, 2016

“Sabemos que vivimos en un país discriminatorio, donde las mujeres somos las que más la sufrimos (la discriminación). Hay menos disposición y posibilidad de manifestar nuestras actividades literarias, científicas y de investigación. El que una mujer de un pueblo originario pueda hacer este tipo de actividades, representa un gran esfuerzo”
Ruperta Bautista.

## Obra
Ha escrito poesía, cuento y guion de teatro. Textos suyos han sido publicados en Carruaje de Pájaros, Círculo de Poesía, The Funambulist y Los Inadaptados. Series de videopoesía. En 2016, colaboró en el proyecto El Quijote Políglota, traduciendo parte de la novela de Cervantes al tsotsil. Algunos de sus textos han sido traducidos al inglés, francés, italiano, catalán y portugués.
Su obra forma parte de las antologías:
- Women of Chiapas. Making history in times of struggle and hope (Nueva York, Routledge, 2003)
- Sonriente noche en los abismos de la palabra: antología intercultural de literatura chiapaneca(UNICH, 2005)
- Laissez parler notre coeur. Poètes indiens du Chiapas (François Perche, Les Editions de Champtin, París, 2007)
- Corazón oculto y vivencias en Jaime Sabines. 83 aniversario, 83 poetas, (Coneculta Chiapas, 2009)
- Collar de historias y lunas, antología de poesía de mujeres indígenas de América Latina (Jennie Carrasco Molina, Estación Sur, Quito, Ecuador, 2011) *Chiapas Maya Awakening:Contemporary Poems and Short Stories (Sean S. Sell y Nicolás Huet, University Oklahoma Press, Estados Unidos, 2017).

Según el autor tsotsil Mikel Ruiz Bautista muestra en su obra "una coexistencia de voces en conflicto" y mediante "la heterogeneidad poética" de "textualizar y reconfigurar la oralidad en el formato occidental de poesía", escenifica una "realidad reiterada de injusticias y abusos". Un ejemplo de esto se puede leer en el poema “Pat o’nton/Esperanza” (Ch’ielal k’opojel/Vivencias) de 2003, en el cual se lee “K’unk’un spixbe sat sakpulan osil ti lumaltoke,/spas ta ach’el ti bebetike mu x-ak’van ech’uk”, verso que la autora autotraduce como: “Niebla cubre con lentitud escasa luz agonizante/dificulta pasos entre caminos lodosos”. De acuerdo con Mikel: la versión tsotsil "contiene una musicalidad fluida y natural" mientras que "en castellano posee cierta extrañeza pues la autora no emplea los artículos propios de la gramática española (el, la, los, las)" sino que pone las palabras “lentitud” y “escasa” replegando la lengua meta "al sistema lingüístico tsotsil, donde no existen artículos, sino únicamente un aspecto de artículo representado con ti o li, aspecto que la autora traslada y le confiere ese sentido de extrañeza en castellano"
Algunos de sus textos han sido traducidos al catalán, francés, inglés, italiano y portugués. Se han musicalizado dos de sus poemas: Jtij vobetik / Tamborerosy Jsa’ ch’ulelal / Buscadora de alma.

### Poesía
- Palabra conjurada, cinco voces cinco cantos (coautora), San Cristóbal de las Casas, Editorial Fray Bartolomé de las Casas, 1999.
- Realtà non necessaria, Universidad de Siena- Departamento de Filología y Crítica de la literatura, 2009.
- Ch’iel k’opojela. Vivencias, CELALI, 2003.
- Xchamel Ch’ul Balamil. Eclipse en la madre tierra, CDI, 2008.
- Xojobal Jalob te’. Telar Luminario, CONACULTA / Pluralia Ediciones, 2013.
- Me'on ts'ibetik / Letras humildes, colección El Ala del Tigre (Nueva Época), Dirección General de Publicaciones y Fomento Editorial de la UNAM, 2020.